# Le Classique
A Le Classique (magyarul: A Klasszikus) két francia élcsapat, a Paris Saint-Germain és az Olympique Marseille egymás elleni mérkőzéseit jelenti. Csak ez a két francia csapat nyert nemzetközi kupát.